# Aigua lleugera
L'aigua lleugera o aigua empobrida en deuteri, en anglès:Deuterium-depleted water, DDW), és aigua amb una baixa concentració del deuteri natural.
De manera informal aigua lleugera és aquella aigua mineral amb un baix contingut de soluts i s'oposa a l'aigua dura la qual, al contrari, té molts soluts dissolts, especialment si es tracta de guix.
L'aigua lleugera, amb baix contingut de deuteri, es produeix com un subproducte en la producció d'aigua pesant. La producció d'aquesta aigua lleugera pot resultar delsprocessos d'electròlisi, destil·lació i dessalinització. També es pot produir directament pel procés sulfur de Girdler.
Els experiments han mostrat que consumir aquesta aigua lleugera en deuteri pot ser beneficiós en cas de rebre quimioteràpia.